# Држанлије
Држанлије су насељено мјесто у Босни и Херцеговини у Граду Ливну које административно припада Федерацији Босне и Херцеговине. Према попису становништва из 1991. у насељу је живјело 595 становника.

## Географија
Смјештено је у горњем, средишњем дијелу Ливањског поља, на узвисини изнад ријеке Стурбе, док су млинови и викенд насеље смјештени на самој обали ријеке.

## Становништво
| Националност       | 1991.        | 1981.        | 1971.        |
| Хрвати             | 577 (96,97%) | 533 (90,03%) | 583 (98,47%) |
| Срби               | 3 (0,50%)    | 1 (0,16%)    | 5 (0,84%)    |
| Муслимани          | 0            | 0            | 0            |
| Југословени        | 9 (1,51%)    | 58 (9,79%)   | 0            |
| остали и непознато | 6 (1,00%)    | 0            | 4 (0,67%)    |
| Укупно             | 595          | 592          | 592          |